# Cophura getzendaneri
Cophura getzendaneri är en tvåvingeart som beskrevs av Wilcox 1959. Cophura getzendaneri ingår i släktet Cophura och familjen rovflugor. Inga underarter finns listade i Catalogue of Life.